# FC Brașov
Asociația Club Sportiv „SR“ Brașov ist ein rumänischer Fußballverein aus Brașov. Die Vereinsgründung erfolgte am 14. Juli 2017, nachdem der SC FC Brașov SA – das Unternehmen, welches den FC Brașov führte –  insolvent geworden war.

## Geschichte

### Die ersten Jahre
Der Verein wurde im Jahr 1936 als Uzinele de Armament Brașov (U.A.B.) gegründet und spielte erstmals in der Saison 1937–1938 in der dritten Liga. Nach dem Zweiten Weltkrieg und der Machtübernahme der Kommunisten im Jahr 1947 änderte der Verein seinen Namen im Jahr 1948 in Steagul Roșu Brașov (dt. die rote Fahne). Im Jahr 1950 erfolgte eine weitere Umbenennung in Metalul Brașov, die aber bereits im Jahr 1954 wieder rückgängig gemacht wurde.

### Aufstieg in die oberste Klasse und Internationale Spiele
Im Jahr 1956 gelang erstmals der Aufstieg in die Divizia A, die höchste rumänische Spielklasse. Dort trat Metalul aber in der Saison 1957/58 unter dem neuen Namen Energia Brașov an, der aber bereits 1958 wieder in Steagul Roșu Brașov geändert wurde. Seine größten Erfolge erreichte Steagul unter Trainer Silviu Ploeșteanu mit der rumänischen Vizemeisterschaft in der Saison 1959/60 und dem Gewinn des Balkanpokals für Vereinsmannschaften im Jahr 1963. Im Messepokal konnte in der Saison 1965/66 nach einem Freilos in der 1. Runde und einem Sieg gegen NK Zagreb in der 2. Runde das Achtelfinale erreicht werden, in dem Steagul gegen Espanyol Barcelona im Entscheidungsspiel ausschied.
In der Saison 1967/68 stieg Steagul überraschend in die Divizia B ab. Nach dem sofortigen Wiederaufstieg konnte der Verein an frühere Zeiten anknüpfen und sich bald in der vorderen Hälfte platzieren. Nach einem dritten Platz in der Saison 1973/74 qualifizierte sich Steagul erneut für den UEFA-Pokal. In der ersten Runde verlor Steagul im Hinspiel 0:2 gegen Beşiktaş Istanbul, konnte aber noch die zweite Runde erreichen, nachdem im Rückspiel zwischen der 87. und 90. Minute die benötigten drei Tore zum 3:0-Sieg geschossen wurden. In der zweiten Runde unterlag Steagul jedoch mit 0:8 und 1:2 gegen den Hamburger SV und es folgte noch in der gleichen Saison der Abstieg aus der Divizia A.
Nach der Umbenennung in FCM Brașov (Arbeiter-Fußballklub) im Jahr 1979 gelang bereits ein Jahr später erneut der Aufstieg. Abgesehen von zwei Unterbrechungen von 1983 bis 1984 und von 1997 bis 1999 spielte der Verein, der seinen Namen im Jahr 1990 auf den heute noch gültigen FC Brașov änderte, bis zum Abstieg 2005 durchgehend in der Divizia A. Nach einem dritten Platz in der Saison 2000/01 konnte Brașov erneut am UEFA-Pokal teilnehmen, schied aber nach überstandener Qualifikation in der ersten Runde aus.

### Abstieg, Wiederaufstieg und erneuter Abstieg
Am Ende der Saison 2004/05 stieg die Mannschaft aus der Divizia A ab. In der folgenden Saison verpasste man knapp den direkten Wiederaufstieg; der Verein hatte als Dritter einen Punkt Rückstand auf den zweiten Platz, der den Aufstieg bedeutet hätte. Nach einer weiteren Saison in der Liga II wurde bekannt gegeben, dass Răzvan Lucescu ab der Saison 2007/08 als Trainer nach Brașov zurückkehrt, um gleich in seiner ersten Saison den Aufstieg in die Liga 1 zu schaffen, was schließlich auch gelang.
Nachdem Lucescu die Mannschaft wieder verließ, um Nationaltrainer zu werden, hatte der Verein innerhalb der nächsten fünf Jahre vierzehn verschiedene Trainer.
Finanzielle Probleme wurden immer deutlicher, 2014 wurde die Insolvenz beantragt und Adrian Szabo, langjähriger Koordinator der Jugendgruppen im Klub, wurde immer wieder als Notlösung für die Trainerbank gesehen. Am Anfang nur für kurze Perioden, da er keine UEFA-PRO-Lizenz besaß, jedoch später auch für längere Perioden. Er trainierte die Mannschaft größtenteils in der Saison 2014/15, konnte aber den Abstieg nicht verhindern.
Im Juli 2015 wurde der ehemalige Kapitän Cosmin Bodea als Trainer eingestellt, um eine junge Mannschaft in der zweiten Liga aufzubauen und den Wiederaufstieg zu schaffen. Nach nur zwei Spielen trat er jedoch zurück und wurde durch Adrian Szabo ersetzt, der somit zum fünften Mal Cheftrainer des FC Brașov wurde.
Im Januar 2016 wurde Adrian Szabo von Mihai Stere abgelöst, einen Monat später wird Szabo dafür zum Manager, um zusammen mit dem neuen Trainerteam den Aufstieg zu schaffen. Nach Misserfolgen an den ersten drei Spieltagen der Rückrunde übernahm Adrian Szabo erneut das Traineramt. Unter seiner Führung schaffte die Mannschaft den Einstieg ins Play-off für den Aufstieg in die erste Liga. Mit nur einem Sieg, einem Unentschieden und acht Niederlagen wurde der Aufstieg deutlich verpasst.
Neben den sportlichen Misserfolgen belasten auch die finanziellen Probleme den Klub. Mannschaftsarzt Gheorghe Popa wird zum Präsidenten des Klubs, nachdem er in Kontakt mit einer italienischen Investitionsgruppe in Verbindung kommt, welche bereit sind, den Klub zu kaufen, die Schulden zu zahlen und weiterhin zu investieren. Mitglieder der Investitionsgruppe waren in Brașov, um sich die Situations des Klubs anzusehen. Doch der Einstieg der Investoren scheiterte und mit 16 Millionen Euro Schulden bangt der Klub nun um seine Existenz.

## Insolvenz und Neustart als AS SR Brașov
Nach der Saison 2016/17 wird klar, dass die Schulden nicht abgebaut werden können und die Insolvenz nicht mehr abzuwenden ist. Die Anhänger der Mannschaft möchten aber, dass man weiter Fußball in gelb-schwarz in Brașov spielt und gründen deshalb im Juli 2017 den AS SR Brașov.
Die Mannschaft wird in die 4. Liga eingeschrieben, in der sie ungeschlagen ist und somit nach einem Relegationsspiel gegen Nemere Ghelinta den Aufstieg in die Liga III schafft.

## Erfolge
Liga I
- Vizemeister (1): 1959/60

Liga II
- Meister (6): 1955/56, 1968/69, 1979/80, 1983/84, 1998/99, 2007/08
- Vizemeister (2): 1976/77, 1978/79

Liga IV - Brașov
- Meister(1):2017/18

Balkan-Cup
- Meister (1):1961

Messepokal
- Achtelfinale: 1966

## Bekannte Spieler
- Stelian Anghel
- Teodor Anghelini
- Iulian Chiriță
- Gheorghe Clipa
- Marius Constantin
- Ibrahim Dossey
- Ioan Viorel Ganea
- Csaba Györffy
- Marian Ivan
- Arman Karamyan
- Marius Lăcătuș
- Răzvan Lucescu
- Alexandru Mateiu
- Alexandru Chipciu
- Casian Miclăuș
- Mihai Stere
- Flavius Moldovan
- Cătălin Munteanu
- Nicolae Pescaru
- Nicolae Proca
- Sorin Răducanu
- Sabrin Sburlea
- Tibor Selymes
- Dumitru Stângaciu
- Romeo Surdu
- Bogdan Stelea
- Daniel Isăilă
- Róbert Ilyés

## Ehemalige Trainer
- Csaba Györffy (1991, 1995)
- Gabriel Stan (1995, 2000 bis 2001, 2001 bis April 2002, 2004 bis April 2005, Oktober 2006 bis Ende 2006)
- Viorel Hizo (1996 bis 1997)
- Marian Mihail (1997)
- Adrian Hârlab (1997 bis 1998, November 1999 bis Dezember 1999, April 2000 bis Mai 2000, August 2001 bis Oktober 2001)
- Marin Barbu (1998)
- Cornel Țălnar (1998 bis Sommer 1999, 9. Januar 2006 bis Mai 2006)
- Ioan Andone (Sommer 1999 bis Ende 1999)
- Florin Halagian (Februar 2000 bis April 2000)
- Ilie Dumitrescu (August 2001)
- Ferencz Bajko (April 2002 bis Juni 2002, April 2005 bis Juni 2005)
- Marius Lăcătuș (Juni 2002 bis Ende 2003)
- Răzvan Lucescu (Anfang 2004 bis Juni 2004, 27. Mai 2007 bis Mai 2009)
- Ioan Lupescu (Juni 2004 bis 30. August 2004)
- Gheorghe Mulțescu (Juli 2005 bis September 2005, November 2005)
- Nicolae Manea (September 2005 bis Dezember 2005)
- Aurel Șunda (Sommer 2006 bis Oktober 2006)
- Mihai Stoica (Anfang 2007 bis 27. Mai 2007)
- Nicolò Napoli (5. Juli 2009 bis 27. Juli 2009)
- Viorel Moldovan (27. Juli 2009 bis Juni 2010)
- Giuseppe Materazzi (27. Juni 2010 bis 1. Juli 2010)
- Daniel Isăilă (Juli 2010 bis Dezember 2010, 14. Juli 2011 bis 9. August 2011, 29. August 2011 bis 1. November 2011)
- António da Conceição Silva Oliveira (Dezember 2010 bis 14. Juli 2011)
- José „Pepe“ Murcia (9. August 2011 bis 29. August 2011)
- Marius Șumudică (1. November 2011 bis 16. April 2012)
- Ionuț Badea (17. April 2012 bis 18. September 2012)
- Adrian Szabo (22. September 2012 bis 9. Oktober 2012)
- Sorin Cârțu (9. Oktober 2012 bis 12. November 2012)
- Adrian Szabo (12. November 2012 bis 19. August 2013)
- Aurel Țicleanu (19. August 2013 bis 23. September 2013)
- Alexandru Pelici (23. September 2013 bis 4. November 2013)
- Ilie Stan (6. November 2013 bis 15. Januar 2014)
- Cornel Țălnar (27. Januar 2014 bis 14. August 2014)
- Adrian Szabo (14. August 2014 bis 31. Dezember 2014)
- Vjekoslav Lokica (15. Januar 2015 bis 13. April 2015)
- Adrian Szabo (seit 15. April 2015 bis Saisonende)
- Cosmin Bodea (seit Juli 2015 bis 8. September 2015)
- Adrian Szabo (seit 10. September 2015 bis Januar 2016)
- Mihai Stere (Januar 2016)
- Adrian Szabo (seit Januar 2016)